# Оливье II де Роган
Оливье II де Роган (Olivier II de Rohan) (ок. 1280—1326) — 9-й виконт де Роган.
Второй (или третий) сын Алена VI и его второй жены Томассы де Рошбернар.
Избрал духовную карьеру. После смерти отца (1304) по договору со старшим братом Жосленом в качестве своей части наследства получил годовую ренту 1200 ливров, а в следующем году — ещё и некоторые земли.
В 1306 году Жослен умер бездетным (он не был женат), и Оливье стал старшим в роду. Он обратился к папе за эмансипацией — разрешением снять духовный сан, и его просьба была удовлетворена.
Оливье вступил в управление виконтством и в 1307 году женился на Алиетте де Рошфор, дочери Тибо, сеньора де Рошфора, виконта Донжа. Отец дал за ней 300 ливров ренты.
В 1311 году согласно договору Оливье передал несколько сеньорий в пожизненное владение своему младшему брату Эону де Рогану (его потомками были сеньоры дю Ге-де-л’Иль, де Трегале и дю Пульдук).
От первой жены у Оливье было двое сыновей:
- Ален VII де Роган (погиб в бою 14 августа 1352), виконт де Роган
- Оливье, упом. 1322

Овдовев, виконт в октябре 1322 года женился на Жанне де Леон, дочери Эрве VI де Леона, сеньора дк Нуайона, и его жены Жанны де Монморанси, получив в приданое сеньорию Трефавен. Дети:
- Жослен, упом. 1336
- Тибо, упом. 1336
- Жоффруа де Роган, епископ Ванна (1360—1370) и Сен-Бриёка (1370—1375).